# Шехонские
Шехо́нские (Шохонские) — удельные князья, из рода князей Ярославских.
Род внесён в Бархатную книгу. При подаче документов (07 октября 1686) для внесения рода в Бархатную книгу, была предоставлена родословная роспись князей Шехонских.

## Происхождение и история рода
Родоначальник князь Афанасий-Андрей Иванович, младший правнук ярославского князя Василия Давидовича Грозного (Грозные Очи), второй сын Ивана Романовича «Неблагословенного» — «Свистуна», получил прозвище Шехонского от удела, расположенного по течению и в устье реки Шексны (Шохсны) и перешедшего к нему от деда. Имя его встречается только в родословных и единственный раз в официальном документе, именно в данной Троицко-Сергиевскому монастырю на монастырёк святого Николая на реке Шексне.
Из этой данной видно, что у князя Афанасия были дети Семён и Василий, которые, после смерти отца, как кажется, владели уделом сообща и есть основания думать, что до смерти матери их Аграфены даже нераздельно с ней. Ещё до 1462 года братья сообща же продали свой удел жене великого князя Василия Васильевича Тёмного — Марье Ярославне, в силу чего прекратилось самостоятельное существование Шехонского удела, князья его перестали быть владетельными удельными князьями и перешли на службу к князьям московским, где и занимали иногда видное положение бояр, наместников и окольничих.
Правнуки князя Афанасия Данило и Яков Александровичи были убиты при взятии Казани (1552). Сын последнего Михайло Яковлевич воевода в Балахне (1584), а двоюродный племянник Леонтий Васильевич записан в числе древних бояр по городу Суздалю (1586). Кирилл Петрович убит при осаде Чигирина (1687). Тимофей и Иван Петровичи находились в свите Петра Великого в первое его путешествие за границу и в 1698 году были отправлены в Амстердам и Ост-Индию «для изучения морской науки». Последние Шехонские были тверские помещики, владельцы сохранившейся поныне усадьбы Рылово (между Калязиным и Угличем): секунд-майор Алексей Васильевич, поручик Федор Алексеевич и коллежский секретарь и мировой судья Алексей Федорович (1839-1875). Со смертью последнего род пресекся .
Одиннадцать представителей рода владели населёнными имениями в 1699 году.

## Описание герба
Герб не внесён в Общий Гербовник, Гербовник Царства Польского или Дипломные сборники.
Герб у князей Шехонских, как и большая часть гербов других российских княжеских фамилий, появился в XVIII веке. Описание самобытной версии княжеского герба Шехонских из Дела Герольдии Правительствующего Сената «О возведении в княжеское достоинство рода Шехонских» (1855)
«Щит разделённый на три части имеет сверху изображение черной пушки, на золотом лафете поставленной на зелёной траве, а на пушке сидит райская птица, а внизу на щите с правой стороны в серебряном поле чёрный медведь стоящий на задних лапах с золотою на плече секирою, а с левой стороны на щите городская стена с башнями и все оное облечено мантиею с княжескою короною».
Герб внесён в «Сборник неутверждённых гербов» В.К. Лукомского.
Описание герба, сделанное В.К. Лукомским:
«В 1-й и 4-й частях щита медведь с секирой на плече. Во 2-й и 3-й  частях — пушка с сидящей на затворе райской птицей. В малом щитке волнообразный пояс, над ним и под ним по равноконечному кресту. Нашлемник — справа налево — три короны, в каждой короне пушка с птицей на затворе, медведь с секирой, между двух страусовых перьев горизонтально волнообразный пояс с крестом. Щит покрыт мантией и шапкой, принадлежащих княжескому достоинству».
Символы, используемые в гербе Шехонских: пушка с райской птицей — титулярный герб княжества Смоленского, медведь с секирой на плече — титулярный герб княжества Ярославского, городская стена с башнями — герб Можайска, выступающий, в данном случае, как герб Можайского княжества.
Волнообразный серебряный пояс, возможно, символизировал реку Шексну, от названия которой и происходит фамилия князей Шехонских.

## Известные представители
- Князь Шехонский Никита Афанасьевич -— воевода, пришёл в сход по росписи в Москву и отправлен в Казанский поход по Волге (1544).
- Князь Шехонский Тимофей Афанасьевич -— шестнадцатый завоеводчик в Казанском походе (1544). и Полоцком походе (1551).
- Князья Шехонские: Даниил и Яков Александровичи -— убиты при Взятии Казани (1552).
- Князь Шехонский Михаил Яковлевич -— голова у пушек и у посохи в Колыванском походе (1577), воевода в Балахне (1584).
- Князь Шехонский Лев Васильевич Ядров -— жилец в Пелыме (1596).
- Князь Шехонский Семён Петрович -— суздальский городовой дворянин (1627-1629).
- Князь Шехонский Фёдор Андреевич -— воевода в Карачеве (1659-1652).
- Князь Шехонский Константин Михайлович -— убит в Серебряных прудах.
- Князь Шехонский Василий Фёдорович -— убит в Конотопской битве (ум. 1659).
- Князь Шехонский Кирилл Петрович -— убит при осаде Чигирина (1678).
- Князья Шехонские: Фёдор Михайлович, Фёдор и Степан Ивановичи, Кирилл Никитич, Данила Яковлевич, Василий Фёдорович (ум. 1660), Фадей, Дей и Григорий Андреевичи -— московские дворяне (1629-1668).
- Князь Шехонский Андрей Петрович -— стряпчий (1692).
- Князья Шехонские: Фома Деевич, Тимофей Петрович, Кирилл Никифорович, Пётр Иванович, Василий Семёнович — московские дворяне (1676-1692).
- Князья Шехонские: Иван Петрович, Василий Иванович, Фёдор и Борис Васильевичи — стольники (1680-1692)[8].